# Kevin MacDonald (psycholog)

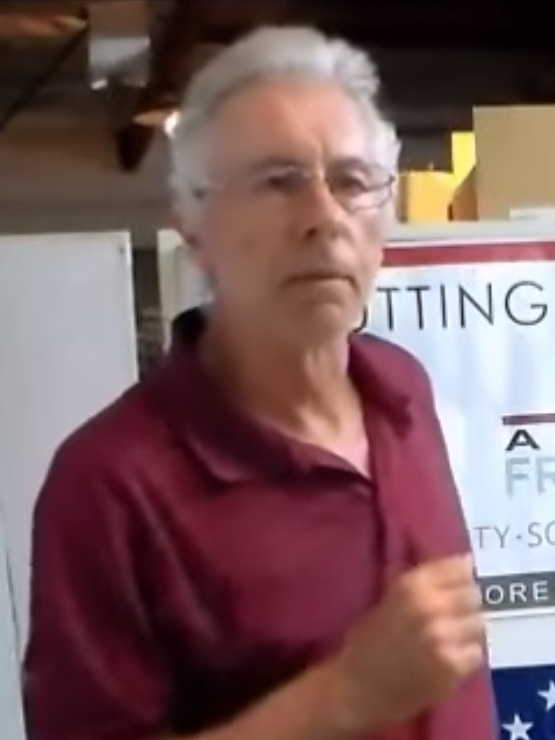
Kevin MacDonald podczas konferencji American Freedom Party (2013)

Kevin B. MacDonald (ur. 24 stycznia 1944) – amerykański teoretyk spiskowy o poglądach antysemickich, biały supremacjonista i emerytowany profesor psychologii ewolucyjnej na Uniwersytecie Stanu Kalifornia w Long Beach (CSULB).
MacDonald znany jest z propagowania antysemickiej teorii, najbardziej widocznej w Kulturze krytyki, według której zachodni Żydzi przyjmują przeważnie liberalne poglądy i angażują się w politycznie lub seksualnie transgresywne ruchy społeczne, filozoficzne i artystyczne, ponieważ Żydzi biologicznie wyewoluowali, aby podważać społeczeństwa, w których żyją. MacDonald twierdzi, że Żydzi są wysoce etnocentryczni i wrogo nastawieni do interesów „białych” ludzi. W wywiadzie z 2020 roku MacDonald powiedział: „Żydzi po prostu całkowicie zniszczą władzę białego człowieka i zniszczą Amerykę jako biały kraj”.
Naukowcy charakteryzują teorię MacDonalda jako tendencyjną formę rozumowania na zasadzie błędnego koła, które zakłada, że wniosek jest prawdziwy niezależnie od dowodów empirycznych. Teoria ta nie spełnia podstawowego testu żadnej teorii naukowej, kryterium falsyfikowalności, ponieważ MacDonald odmawia przedstawienia lub uznania jakiegokolwiek faktycznego wzorca żydowskiego zachowania, który mógłby obalić jego ideę, że Żydzi wyewoluowali, aby być etnocentryczni i antybiali. Inni naukowcy i eksperci od antysemityzmu odrzucają tę teorię jako pseudonaukę analogiczną do starszych teorii spiskowych o żydowskim spisku mającym na celu podważenie cywilizacji europejskiej.
Teorie MacDonalda zyskały poparcie antysemickich wyznawców teorii spiskowych i grup neonazistowskich. Liga Antydefamacyjna opisuje go jako „główny głos antysemityzmu wśród skrajnie prawicowych intelektualistów”, a Southern Poverty Law Center jako „ulubionego akademika ruchu neonazistowskiego”. Został uznany za przedstawiciela ruchu alt-right. Od 2010 roku MacDonald był jednym z ośmiu członków zarządu nowo założonej American Third Position (znanej od 2013 roku jako American Freedom Party), organizacji, która twierdzi, że „istnieje, aby reprezentować polityczne interesy białych Amerykanów".

## Książki wydane w Polsce
- Fenomen żydowski – ze studiów nad etniczną aktywnością, przekł. z ang. Jerzy Morka, wyd. Wektory, Wrocław 2005, ISBN 83-918847-8-3
- Kultura krytyki. Ewolucjonistyczna analiza zaangażowania Żydów w XX-wieczne ruchy intelektualne i polityczne, przekł. z ang. Michał Szczubiałka, wyd. Aletheia 2012, ISBN 978-83-61182-97-9